# Joachim Giessner
Joachim Gießner nebo Joachim Giessner (23. prosinec 1913, Drážďany – 25. listopad 2003, Trippstadt) byl německý železničář, který pracoval na Německých spolkových železnicích. Jako esperantista se stal známým díky své odborné a kulturní práci.

## Život
Joachim Gießner začal svou profesionální kariéru v administrativní službě tehdejších Říšských železnic. V květnu 1933 začal pracovat jako dozorce-čekatel v okrese Drážďany. Jeho první dozorcovské místo byla od roku 1936 do roku 1938 přechodová stanice Františkovy Lázně. Později působil jako učitel železničního hospodaření v Drážďanech a okrese města.
Během druhé světové války sloužil jako vedoucí hospodářské železniční služby ve Francii a v Polsku. Po skončení války pracoval v tehdejším hospodářském centru železniční dopravy pro západní oblast v Bielefeldu. Od roku 1954 působil jako vedoucí nádražní kanceláře v městech Braunschweig a Elze a od roku 1966 do roku 1978 jako náčelník železniční stanice ve městě Herzberg am Harz.
Joachim Gießner se oženil s Irene Löser dne 11. června 1938 ve svém rodném městě Drážďany. V roce 2003 manželé oslavili své „železné“ (65.) výročí svatby. Měli dva syny a jednu dceru. Irene Gießnerová pracovala v letech 1970 až 2001 jako učitelka jógy v Herzbergu, starala se o pěknou přírodní zahradu při jejich domě a pomáhala sousedům jako přírodní léčitelka.
Po 34 letech se manželé jako občané Herzbergu odstěhovali v roce 2004 do domova důchodců ve Falckém lese (v německé spolkové zemi Porýní-Falc), kde Joachim Gießner o rok později zemřel.

## Esperantská činnost
Joachim Gießner se začal zajímat o mezinárodní jazyk esperanto v roce 1950 prostřednictvím kulturní skupiny Esperanto v rámci železniční společenské organizace. Stal se jeho důležitou hybnou silou a praktickým uživatelem. Založil esperantské skupiny v městech Bielefeld, Braunschweig, Elze a Herzberg. Na základě jeho podnětu město Herzberg od roku 2006 nese v názvu dodatek „Herzberg - die Esperanto-Stadt“ (Herzberg – město esperanta).
V rámci železniční společenské organizace (BSW – Bahn-Sozialwerk) byl Joachim Gießner hlavním pověřencem pro esperanto od roku 1953 do roku 2000. Od roku 1956 do roku 2002 byl předsedou Německého železničářského esperantského svazu (GEFA) a od roku 1968 do roku 1990 rovněž předsedou Mezinárodní železničářské esperantské federace (IFEF).
Uvědomil si, že esperanto – jako každý jiný jazyk – slouží nejen k jazykovému porozumění, ale má také velkou kulturní hodnotu. Jeho příspěvkem k esperantské kultuře je zprostředkování mezinárodního dorozumění na mnoha německých a mezinárodních železničářských kongresech a esperantské verze železničních odborných textů a překlad více než čtyři sta písňových textů do esperanta. Přednášel na odborná témata a napsal mimo jiné učebnici esperanta pro Turky. Vyvinul speciální metodu překladu textů ze všech jazyků do esperanta, a použil pro tento účel své kontakty s esperantisty hovořícími příslušnými národními jazyky.
Za zmínku stojí i jeho překlad knihy „Poslední děti z údolí Oldry“ (La lastaj infanoj de Oldrovalo  –  Die letzten Kinder von Schewenborn ) autorky Gudrun Pausewang. Kniha je o období studené války a nebezpečí jaderné války, a byla přeložena dokonce i do čínštiny.
Brzy se zkontaktoval s esperantskými železničářskými kolegy v – té době ještě socialistických – zemích východní Evropy, neskrývaje svůj kritický názor. Jeho kontakty na lidi v těchto zemích mu pomohli po rozpadu východoevropských socialistických režimů, když se mu podařilo získat jako nové členy FISAIC (Fédération Internationale des Sociétés Artistiques et Intellectuelles de Cheminots – Mezinárodní federace pro kulturu a volný čas železničářů) železničářské organizace Rumunska, Bulharska, Česka a Slovenska.

## Ocenění

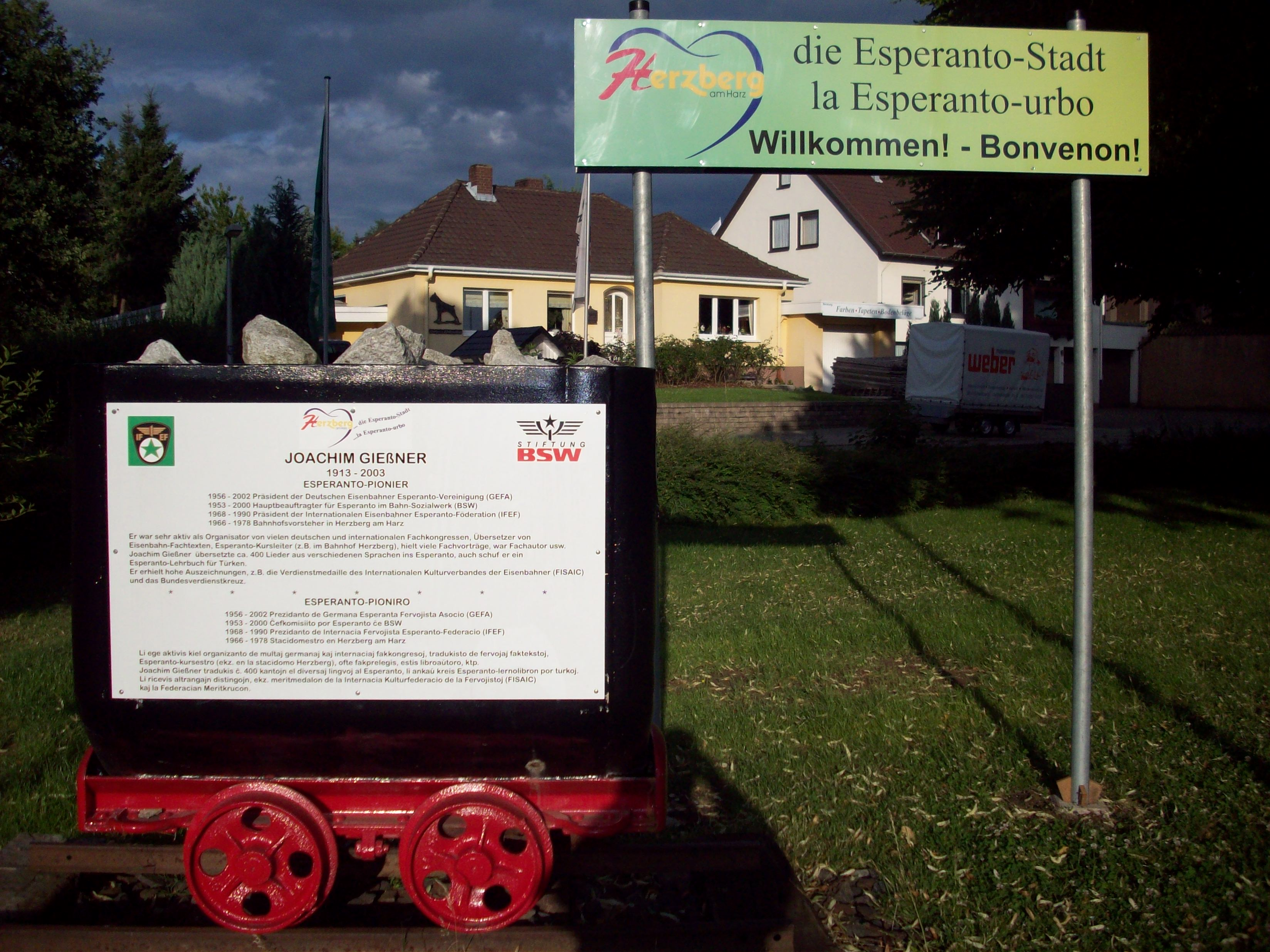
Pomník na počest Joachima Giessnera u železniční stanice Herzberg am Harz

- V roce 1970 dostal Zlatou medaili FISAIC (Mezinárodní federace pro kulturu a volný čas železničářů)
- V roce 1984 mu Spolková republika Německo udělila Federální záslužný kříž
- V roce 1985 byl oceněn záslužnou medailí Německého esperantského svazu GEA (Německý esperantský svaz)
- V roce 1990 se stal čestným předsedou IFEF (Mezinárodní železničářská esperantská federace)
- V roce 1995 se stal čestným členem UEA (Světový esperantský svaz)
- V roce 2008 mu IFEF, německá základna Železničářské společenské organizace (Stiftung Bahn-Sozialwerk) a město Herzberg postavili před železniční stanicí Herzberg památník
- V roce 2013, u příležitosti stého výročí jeho narození, město Herzberg am Harz plánuje po něm pojmenovat ulici
- V ICH (interkulturně Centro – Mezikulturní centrum) Herzberg ho připomíná stálá expozice

## Publikace
- Biz Esperanto öğreniyoruz , učebnice esperanta pro Turky, registrace v katalogu UEA
- Internacia Fervojista Esperanto Federacio: historio. 1909 - 1984  (Mezinárodní železničářská esperantská federace: historie. 1909 – 1984), historické ohlédnutí zpět, vydané v roce 1984 u příležitosti 75. výročí železničářského esperantského hnutí
- Internacia Fervojista Esperanto Federacio: historio. Kompletiga suplemento pri la jaroj 1984 - 1999  (Mezinárodní železničářská esperantská federace: historie. Kompletizační doplněk o letech 1984 – 1999), pokračování Historie IFEF, vydané u příležitosti 90. výročí železničářského esperantského hnutí, registrace v katalogu UEA
- La lastaj infanoj de Oldrovalo (Poslední děti z údolí Oldry), překlad německé knihy pro děti o atomové válce (Gudrun Pausewang: Die letzten Kinder von Schewenborn)
- Herzberg - La Esperanto-urbo kantas  (Herzberg, město esperanta zpívá), dvě CD s lidovými a klasickými písněmi v překladu Joachima Giessnera
- Další díla a fotografie ve sbírkách IEMW (Esperantského muzea ve Vídni při Rakouské národní knihovně)